# 오륙도중학교
오륙도중학교(五六島中學校)는 대한민국 부산광역시 남구 용호동에 있는 공립 중학교이다.

## 학교 연혁
- 2008년 11월 5일 : 오륙도중학교 설립 인가(조례 공포)
- 2009년 3월 1일 : 초대 김원용 교장 취임
- 2009년 3월 3일 : 제1회 입학식(6학급 175명)
- 2009년 7월 8일 : 사교육절감형 창의경영학교 연구학교 지정(부산광역시교육청)
- 2011년 7월 8일 : 부산시교육청 지정 사교육절감형 창의경영학교 연구학교(3차년도)
- 2012년 2월 10일 : 제1회 졸업식(10일)
- 2012년 3월 1일 : 부산시교육청 지정 과학교육선도학교(1차년도)
- 2024년 9월 1일 : 제8대 고문숙 교장 취임
- 2025년 2월 7일 : 제14회 졸업식(5학급 126명)
- 2025년 3월 4일 : 제17회 입학식(5학급 137명)

## 참고 자료
- 오륙도중학교 - 한국교육학술정보원 학교알리미